# Pierre-Paul de Méredieu
Pierre Paul de Méredieu, baron de Naillac, né à Périgueux le 16 août 1737 et mort le 6 mai 1804 à Paris, est un diplomate français.

## Biographie
Pierre Paul de Mèredieu est le fils d'Émeric de Mèredieu d'Ambois, écuyer, et d'Élisabeth de Vaucocour.
Il entre à l'École des chevau-légers en 1755, et en ressort capitaine de cavalerie en 1760 dans le régiment Royal-Pologne. Cette même année, il reçoit du roi la permission de voyager : en mai 1761 il est au Danemark et y reste trois ans.
En 1764, il se porte au service du marquis d'Havrincourt, en Allemagne du Nord puis en Hollande. Il passe ensuite au service du marquis de Guerchy en Angleterre. Ensuite, à Lisbonne, entre 1766 et 1767, il rencontre Charles François Dumouriez avec qui il se lie.
Projetant de se marier en Dauphiné, son père donne, le 24 janvier 1770, procuration au comte de Monchenu, son neveu, pour lui constituer une somme de 200 000 livres.
Il est nommé conseiller d'ambassade à Vienne en novembre 1771, et y reste trois ans. Vergennes supprime les postes de conseillers mais son traitement est maintenu, voir doublé, « par la protection spéciale de la reine », en 1777.
Il épouse le 13 août 1780 Antoinette-Élisabeth de La Porte et semblent vivre à Périgueux.
En 1788, il est mêlé à une affaire de spéculation sur le grain du côté de Marseille et choisit d'aller vivre à Venise. En août 1790, il se dit ruiné du fait de la Révolution (suppression de ses pensions et de ses droits seigneuriaux). Dumouriez le fait donc nommer le 9 juin 1792 à Deux-Ponts pour négocier avec la Prusse.
Le 12 juin 1792, a lieu la démission de Dumouriez qui part pour le ministère de la Guerre, et propose Naillac en troisième choix au Roi pour lui succéder : celui-ci le choisit, pour sa position « neutre », c'est-à-dire éloignée de Paris et aussi parce que Marie-Antoinette le connaissait. Le 14, il reçoit une lettre de Dumouriez l'avertissant qu'il est nommé ministre des Affaires étrangères et qu'il doit donc regagner Paris. Le temps d'arriver, son portefeuille passait le 18 à Chambonas : en compensation, Naillac est nommé le 1er juillet à Gênes, en remplacement de Sémonville. Là, Collot d'Herbois le démissionne le 18 décembre, et Naillac ne rentre pas à Paris puis se retrouve à Marseille en juin 1793 au milieu de l'insurrection girondine. Par la suite, il se réfugie en Toscane puis à Naples.
En 1797, il demande sa radiation de la liste de émigrés. Le 24 mai 1803, Bonaparte, Premier Consul, lui accorde une pension de 2 400 francs.
Il est dit « chevalier de Saint-Louis », mais aucune trace de cette nomination n'est à ce jour trouvée.
Il possédait un domaine dans la Drôme, celui de Buissières à Étoile-sur-Rhône, acquit entre 1780 et 1789 pour 49 000 livres auprès du sieur Viriville, originaire de Chabeuil, et qui fut vendu aux titres des biens nationaux, et dont les héritiers, entre 1832 et 1835, réclamèrent une indemnité.

## Sources
- Bulletin de la Société historique et archéologique du Périgord, Tome XVIII, 1891, page 411 - lire sur Gallica.
- Bulletin de la Société historique et archéologique du Périgord, Tome XIX, 1892, page 155-156 - lire sur Gallica.